# Pilot (popgrupp)
Pilot var en skotsk popgrupp från Edinburgh, vilken existerade mellan 1973 och 1977. 

Gruppen bestod av David Paton, Billy Lyall, Ian Bairnson och Stuart Tosh. De slog igenom med hiten "Magic" och fick sina två största hits med englandsettan "January" och "Canada". Billy Lyall dog i december 1989 i AIDS.

## Diskografi
Album
- Pilot (From the Album of the Same Name) (1974)
- Second Flight (1975)
- Morin Heights (1976)
- Two's a Crowd (1977)
- Blue Yonder (2002)

Singlar
- "Just a Smile" / "Don't Speak Loudly" (1974)
- "Magic" / "Just Let Me Be" (1974)
- "Ra-Ta-Ta" / "Pamela" (1974)
- "January" / "Never Give Up" (1975)
- "Call Me Round" / "Do Me Good" (1975)
- "Just a Smile" (återutgåva) / "Are You in Love?" (1975)
- "Lady Luck" / "Dear Artist" (1975)
- "Running Water" / "First After Me" (1976)
- "Canada" / "The Mover" (1976)
- "Penny in My Pocket" / "Steps" (1976)
- "Get Up And Go" / "Big Screen Kill" (1977)
- "Monday Tuesday" / "Evil Eye" (1977)